# Outright Libertarians
Outright Libertarians (em português:  abertamente libertários) é uma associação estadunidense de lésbicas, gays, bissexuais, transexuais e outras denominações entendidas como queer ou LGBT. São ativistas do Libertarian Party ou Partido Libertário. O lema do grupo é: From Liberty Springs Equality (numa tradução livre: "Da Liberdade brota a Igualdade").

## História
O Outright Libertarians foi criado em 1998 por um grupo de libertários gays, lésbicas, bissexuais e transexuais que desejam persuadir os seus colegas LGBT a apoiarem uma perspectiva libertária sobre direitos homossexuais, bem como a apoiarem o Partido Libertário dos Estados Unidos.
É a terceira organização LGBT do Partido Libertário, tendo sido precedida pela Libertarians for Gay and Lesbians Concerns e pela Gays and Lesbians for Individual Liberty, sendo que esta última terminou suas atividades em 2001.

## Posições sobre os direitos LGBT
O grupo apoia as posições do Partido Libertário (que se manteve a mesma desde a primeira plataforma do partido em 1972) sobre a igualdade e os direitos civis, incluindo casamento e adoção, a igualdade no serviço militar e o fim das leis de sodomia.
Devido à sua base filosófica (libertarianismo), a organização ocupa muitas vezes uma posição de se opor a legislação de direitos civis que acham intrusiva e desnecessária ao colocar regulamentos governamentais em assuntos privados. Esta oposição é, muitas vezes, contraditória com os que defendem a extensão de leis que protegem minorias sexuais.
- Legislação de sodomia – consideram-na como "indevida intromissão na esfera privada quando envolve dois consentidos adultos". Mesmo os Estados Unidos através do Supremo Tribunal decidiu que as leis de sodomia são inconstitucionais (veja Lawrence v. Texas). Outright Libertarians visam revogar as leis dos livros, como em Utah.[3]
- Casamento - O governo não tem nenhum papel a desempenhar nas relações de pessoas. Acreditam que não deveria haver nenhuma lei dizendo o que você deve fazer ou que não pode registrar. Eles apóiam o casamento e outras relações pessoais como contratos privados e desqualificam as leis atuais que definem casamento com base na orientação sexual.[2]
- Direitos civis - normalmente se opõe tanto a expansão das leis dos direitos civis para incluir a orientação sexual ou identidade sexual quando se aplica a entidades privadas. Eles sentem que a legislação de igualdade de oportunidade viola os direitos associativos.[4]
- Financiamento para a SIDA (AIDS) - se opõem a qualquer utilização do dinheiro público para ajudar a financiar, tratar ou combater a pandemia HIV-SIDA. Todos os assuntos relacionados a SIDA, como pesquisa científica, prevenção, educação e tratamento devem ser privados e voluntários, porque acreditam que as responsabilidades do governo constitucional são a defesa, a manutenção da lei e da ordem, a manutenção das infra-estruturas básicas governo e a manutenção de registros. Devido a burocracia estatal muito dinheiro público é desperdiçado (segundo o próprio governo estadunidense , um número entre 60% e 80% de cada dólar arrecadado fica para as despesas gerais do governos, sendo que cerca de 30% de cada dólar realmente fica utilizado para os fins declarados). Uma vez que tanto dinheiro é gasto, seria melhor passar esse dinheiro a instituições de caridades que têm poucas despesas gerais – isso seria a melhor luta contra a SIDA.[4]
- Tributação – se opõem a maioria das formas de tributação e defendem uma economia de livre mercado.
- Homossexuais nas Forças Armadas – são contra a política do não pergunte, não diga. Apoiam pessoas abertamente gays assim como mulheres nas forças armadas.
- Boys Scouts of América - apoiam o direito a clubes e organizações privadas, tais como os escoteiros, e a absoluta liberdade de associação, mas são contra a qualquer forma de subsídio governamental a ONGs, mesmo que o dinheiro seja destinado para organizações não-discriminatórias.

## Coalizões
A organização tem apoio de grande parte dos membros do Pink Pistols, e é muitas vezes citada por autores do conservador Independent Gay Fórum. Como um lobby do Partido Libertário, o grupo partilha algumas posições, mas também tem várias desavenças com outras organizações partidárias LGBT, como o Log Cabin Republicans e o Stonewall Democrats.

## Atividades
Como uma organização popular, os Outright Libertarians frequentemente hospedam fóruns, participam de debates sobre questões LGBT, incentivam o debate e discussões em seu blog, questões de imprensa e declarações de posição, e os inquéritos sobre candidatos libertários e suas preocupações em matéria de direitos homossexuais.
A organização também realiza atividades de sensibilização através de patrocínio a estandes nos principais eventos dos Estados Unidos, além de participarem em eventos como o Orgulho Gay, com presença em cidades como Boston, Atlanta e São Francisco, nos últimos anos.

## Eleição em 2008
Os Outright Libetarians enviaram questionários a todos os candidatos que concorriam a presidência dos três principais partidos: Partido Republicano, Partido Democrata e Partido Libertário. Dos 23 candidatos que responderam, cinco disseram que apoiam o casamento homossexual - dois democratas (Dennis Kucinich e Mike Gravel) e três libertários (Christine Smith, George Phillies, e Steve Kubby). Todos os candidatos republicanos e da Frente Democrática (Barack Obama, Hillary Clinton e John Edwards) disseram não apoiar o casamento homossexual. Os democratas Barack Obama, Hillary Clinton e John Edwards disseram que apóiam a união civil, assim como o candidato libertário Wayne Allyn Root.
Outright Libertarians apoiaram para presidente o candidato George Phillies.